# 建州三衛
建州三衛，中国明代在东北地区所置三个羈縻卫，包括建州衛、建州左衛、建州右衛。“建州“之名取自渤海国时代的建州。朝廷冊封當地酋長為名義上的官員（类似于土司），管理当地各部族，其首領大多為女真族世襲領袖。
其中建州衛建於明成祖永樂元年（1403年），以胡里改部属地设置，位於今綏芬河流域，以胡里改部首领火儿阿万戶阿哈出（赐名李承善）为指挥使。其後在永樂年間又以依附于胡里改部的斡朵里部建立建州左衛，以斡朵里部首领孟特穆为指挥使。二者位置均曾多次遷移，明英宗正統七年（1442年）又從建州左衛中分出建州右衛，孟特穆之子董山为指挥使。三衛的首領多由世襲產生，但须经明朝政府认可后方生效，并且须按规定前往京师北京朝贡。
建州三衛的統治範圍大致上由東北至圖們江流域、東南至鸭绿江、西至開原及遼東邊牆一帶，早期歸屬奴兒干都司，奴兒干都司废除后改属遼東都司。
明末努爾哈赤統一建州女真各部反明，並於萬曆四十四年（1616年）建國號金，建州三衛的建制廢除。